# Uroš Stamenić
Uroš Stamenić (Kirin Serbia: Урош Стаменић; sinh 14 tháng 10 năm 1996) là một tiền đạo cánh bóng đá Serbia thi đấu cho FK Borac Čačak.

## Sự nghiệp câu lạc bộ

### Vojvodina
Anh ra mắt tại Jelen SuperLiga cho Vojvodina ngày 25 tháng 5 năm 2014 trong trận thắng 2-0 sân khách trước Napredak Kruševac.